# Cortland (pomme)
Pour les articles homonymes, voir Cortland.

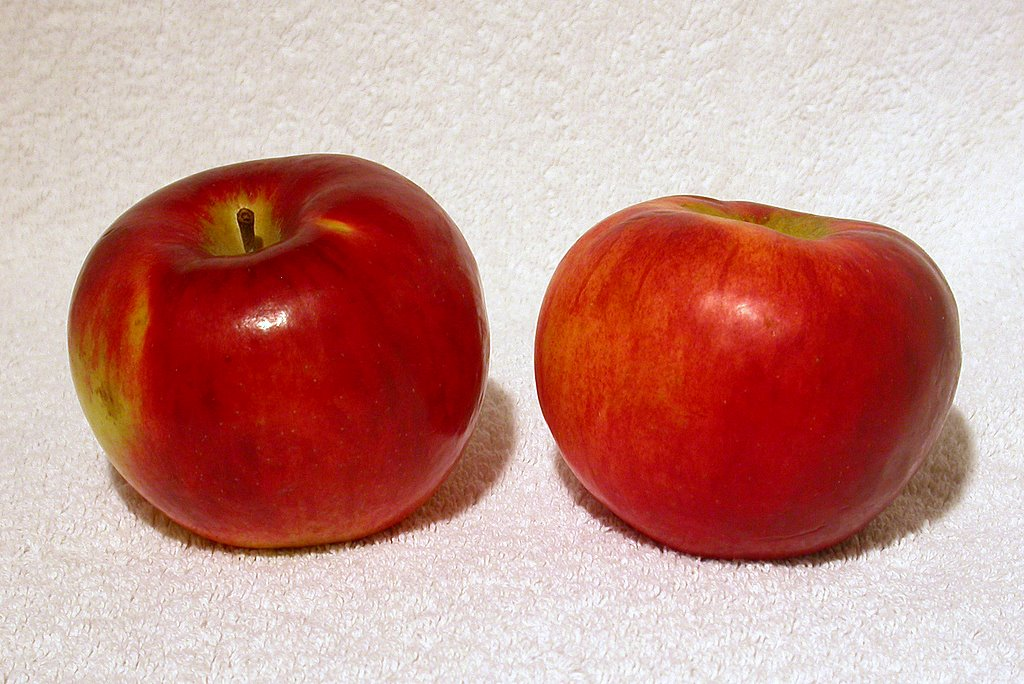
Pommes Cortland

Cortland est un cultivar de pommier domestique et par extension le nom de la pomme aussi nommée Courtland
Nom botanique : Malus domestica Borkh Cortland

## Origine
Cette variété de pomme a été développée à la New York State Agricultural Experiment Station de Geneva, États-Unis en 1898. Elle porte le nom de la ville de Cortland située tout près de la station de recherches. 

## Description
- Usages : multiples: à couteau, à dessert, à cuire
- Peau : rouge sur fond jaune, parsemée de courtes rayures rouge foncé et de petits points gris-vert.
- Chair : très blanche
- Saveur : plus douce que celle de la McIntosh.

## Parenté
Après la découverte de la McIntosh, des sélectionneurs ont tenté de nombreux croisements pour obtenir de nouvelles variétés héritant des qualités de la McIntosh. Un des premiers résultats fut la Cortland, issue du croisement McIntosh x Ben Davis.
Descendants:
- Early Cortland
- Kim
- Wellington

## Pollinisation
- Variété diploïde.
- Groupe de floraison : B[1]

Elle est pollinisée par Reinette Ananas, Empire, Golden Delicious, Grenadier, James Grieve, Lobo, Belle fleur jaune.

## Résistances et susceptibilités aux maladies
- Tavelure : susceptibilité élevée[2]
- Mildiou : susceptibilité élevée
- Rouille : susceptibilité élevée
- Feu bactérien : susceptibilité élevée

## Culture
La variété Cortland étant très sensible aux principales maladies, elle doit être traitée régulièrement et donc ne convient pas bien aux petits jardins familiaux.
C’est une variété vigoureuse de pommier domestique qui peut être plantée à 1,2 m d’espacement dans les vergers, de Type IV à port pleureur (tendance acrotonique).